# Smallville (serie televisiva)
Smallville è una serie televisiva statunitense di supereroi sviluppata dagli sceneggiatori/produttori Alfred Gough e Miles Millar, basata sul personaggio di Superman di DC Comics creato da Jerry Siegel e Joe Shuster. La serie è stata prodotta da Millar Gough Ink, Tollin/Robbins Productions, DC Comics e Warner Bros. Television. Inizialmente trasmessa da the WB, la serie ha iniziato la sua messa in onda il 16 ottobre 2001. Dopo la quinta stagione, the WB e UPN si sono fuse per dar vita a The CW, la successiva emittente statunitense della serie fino alla sua decima e finale stagione, conclusasi il 13 maggio 2011.
Smallville segue le avventure di formazione dell'adolescente Clark Kent (Tom Welling) nella sua città natale immaginaria di Smallville, Kansas, prima di diventare formalmente Superman. Le prime quattro stagioni si concentrano sulla vita liceale di Clark e dei suoi amici, la sua complicata storia d'amore con la vicina Lana Lang (Kristin Kreuk) e la sua amicizia con la futura nemesi Lex Luthor (Michael Rosenbaum). Dalla quinta stagione in poi, Smallville narra i primi anni dell'età adulta di Clark, concentrandosi sulla sua carriera al fianco di Lois Lane (Erica Durance) al Daily Planet e introducendo altri supereroi e cattivi dei fumetti DC.
Inizialmente era prevista la produzione di Bruce Wayne, una serie drammatica che avrebbe raccontato la trasformazione del giovane omonimo protagonista in Batman. Nonostante l'idea di questa serie non abbia suscitato interesse, ha ispirato l'idea di una storia sulle origini di Superman, che in seguito divenne Smallville. I creatori della serie Gough e Millar hanno presentato la loro regola "no tights, no flights" (lett. "niente calzamaglia, niente voli") al presidente della Warner Bros. Television, riducendo l'Uomo d'Acciaio all'essenziale ed esaminando ciò che ha portato Clark Kent a diventare l'iconico supereroe. Dopo la settima stagione, Gough e Millar abbandonarono lo sviluppo della serie fornendo poche spiegazioni. Smallville è stato girato principalmente a Vancouver e dintorni, nella Columbia Britannica; le attività commerciali e gli edifici locali sono state utilizzate come location di Smallville. La maggior parte della musica per le prime sei stagioni è stata composta da Mark Snow, che ha incorporato elementi della partitura di John Williams della serie di film Superman. Nella settima stagione, Louis Febre (che aveva lavorato con Snow dall'inizio) è diventato il compositore principale della serie.
Smallville è stato generalmente accolto positivamente al suo debutto. L'ex star di Superman Christopher Reeve ha espresso approvazione per la serie, facendo anche due apparizioni da guest star prima della sua morte. L'episodio pilota ha stabilito un record di ascolti per un debutto di WB, con 8,4 milioni di spettatori. In dieci stagioni la serie ha registrato una media di circa 4,34 milioni di spettatori per episodio, con la seconda stagione che è diventata la più apprezzata con 6,3 milioni di spettatori in media. Al termine della sua trasmissione, Smallville ha superato Stargate SG-1 come la serie di fantascienza nordamericana più longeva per numero di episodi. Sin dalla sua prima stagione, la serie ha ricevuto riconoscimenti che vanno dagli Emmy ai Teen Choice Awards. Smallville ha generato una serie di romanzi young adult, un fumetto bimestrale della DC Comics, colonne sonore e merchandising relativo alla serie. Tutte e dieci le stagioni sono disponibili in DVD nelle regioni 1, 2 e 4. Dopo il finale della serie nel 2011, la storia è ripresa in forma di fumetto, con la pubblicazione di 22 numeri di Season 11 da aprile 2012 a novembre 2013.

## Trama
16 ottobre 1989: una catastrofica pioggia di meteoriti contenenti un minerale radioattivo, la kryptonite, si abbatte sulla cittadina di Smallville, nel Kansas. Due coniugi, Jonathan e Martha Kent, trovano in un campo un bambino nei pressi di una astronave e decidono di prenderlo con sé e crescerlo come un figlio. Dodici anni più tardi Clark Kent, il bambino divenuto ormai un adolescente, e l'amica Chloe Sullivan, entrambi giornalisti in erba del liceo di Smallville, indagano su alcuni eventi inspiegabili che si verificano nella cittadina e che sono causati dai frammenti dei meteoriti ancora presenti, che hanno modificato geneticamente alcuni abitanti dotandoli di strani poteri; Clark stesso possiede delle caratteristiche fisiche sovrumane, ma esse derivano dalla sua origine aliena mentre l'esposizione ai minerali gli provoca dolore. I due ragazzi, affiancati dall'amico Pete Ross, finiranno per trovarsi più di una volta invischiati nei loschi piani del miliardario Lionel Luthor, padre di Lex; quest'ultimo verrà salvato da Clark dopo averlo investito con la sua auto e, nonostante tra loro nasca un'amicizia, comincerà ad indagare su di lui.
Gli episodi della prima stagione ruotano attorno all'espediente narrativo del "mostro della settimana", cioè un essere umano colpito dagli effetti della pioggia di meteoriti che usa i suoi poteri per fini malvagi e che viene affrontato e sconfitto dal giovane Kent nel corso di un solo episodio; vengono inoltre trattate le misteriose origini aliene di Clark e la scoperta che il suo arrivo sulla Terra provocò incidentalmente la morte dei genitori di Lana, la ragazza di cui è innamorato da sempre. Dalla seconda stagione in avanti vengono affrontati piccoli archi narrativi, accompagnati sempre dal cattivo della settimana, che diventano sempre più complessi col passare delle stagioni. Viene inoltre introdotto il dottor Virgil Swann, uno scienziato che collabora con Clark e che lo aiuterà a capire le sue origini. La terza stagione ruota principalmente attorno ai tentativi di Lionel Luthor di scoprire e sfruttare a suo vantaggio i poteri kryptoniani di Clark e al suo caotico rapporto con il figlio Lex. Nella quarta stagione fanno la loro apparizione Lois Lane, cugina di Chloe, e le tre pietre della conoscenza inviate sulla Terra da Jor-El, il padre naturale di Clark ed eminente scienziato kryptoniano. Nella quinta viene introdotta la Fortezza della solitudine e comincia la lotta di Clark contro Brainiac, un androide alieno che tenta di liberare il Generale Zod, avversario di Jor-El, dalla Zona fantasma, una prigione dimensionale. La sesta stagione vede la caccia di Clark ai fuggitivi della Zona Fantasma e al progetto 33.1 di Lex Luthor, che consiste nella reclusione di tutte le persone "infette" da kryptonite. Nella settima vengono introdotti la cugina biologica di Clark, Kara Zor-El, il retaggio kryptoniano del giovane Kent e la scoperta del suo segreto da parte di Lex. L'ottava stagione ruota attorno a Davis Bloome, ovvero Doomsday, e di una donna chiamata Tess Mercer, in sostituzione della fuoriuscita di Lex Luthor dalla serie. In questa stagione fuoriesce anche Lana Lang. La nona stagione si basa sulla comparsa del maggiore Zod, clone del generale Zod, a capo di un'armata di kandoriani, i quali cercano di ottenere i poteri che dovrebbero avere sulla Terra. La decima e ultima stagione come serie TV verte sull'assunzione da parte di Clark delle responsabilità che comportano i suoi superpoteri, sulla minaccia di Darkseid e sul ritorno dei Luthor.

## Episodi
| Stagione         | Episodi | Prima TV USA | Prima TV Italia |
| ---------------- | ------- | ------------ | --------------- |
| Prima stagione   | 21      | 2001-2002    | 2002-2003       |
| Seconda stagione | 23      | 2002-2003    | 2003            |
| Terza stagione   | 22      | 2003-2004    | 2005            |
| Quarta stagione  | 22      | 2004-2005    | 2005            |
| Quinta stagione  | 22      | 2005-2006    | 2006            |
| Sesta stagione   | 22      | 2006-2007    | 2007            |
| Settima stagione | 20      | 2007-2008    | 2008            |
| Ottava stagione  | 22      | 2008-2009    | 2009            |
| Nona stagione    | 22      | 2009-2010    | 2010            |
| Decima stagione  | 22      | 2010-2011    | 2011            |

## Personaggi e interpreti

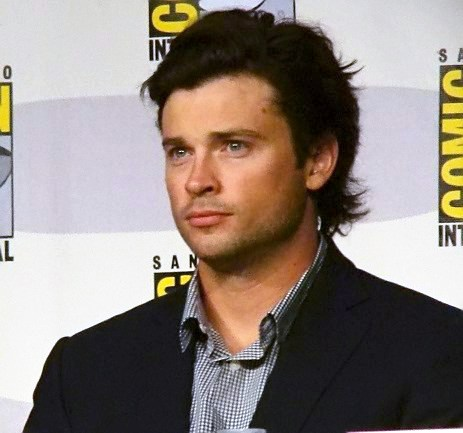
Sebbene Welling avesse inizialmente rifiutato un provino per il ruolo di Clark Kent, cambiò idea dopo aver letto la sceneggiatura dell'episodio pilota.

- Clark Kent (stagioni 1-10), interpretato da Tom Welling, doppiato da Marco Vivio.
Alieno proveniente dal pianeta Krypton, viene adottato da Martha e Jonathan Kent. Il sole gli permette di avere poteri straordinari come la supervelocità, la superforza, la vista a raggi-x, l'invulnerabilità e altri poteri caratteristici di Superman. Umile e altruista, ha la capacità di trovare sempre del buono negli altri. Tutti i personaggi della serie sospettano di lui, perciò cerca di tenere con sé il suo segreto, ma dovrà fare i conti soprattutto con l'amico/nemico Lex Luthor con cui alternerà momenti di amicizia e rivalità. Nell'ottava stagione, dopo che il suo nemico Lex muore, si trasferisce da Smallville a Metropolis dove inizia a lavorare per il Daily Planet, mentre durante la notte vigila le strade in incognito venendo battezzato la macchia (in originale The blur), per via delle sue foto in azione sfocate dalla supervelocità. Nella nona stagione inizia una relazione con Lois Lane dopo essersi separato per sempre dall'amore giovanile Lana Lang. Nella decima e ultima stagione sposa Lois Lane e finalmente diviene Superman dopo aver salvato il mondo da Darkseid.
- Lana Lang (stagioni 1-7; ricorrente 8), interpretata da Kristin Kreuk, doppiata da Selvaggia Quattrini.
Colpita dalla tragedia di aver perso entrambi i genitori nella pioggia di meteoriti che ha portato Clark sulla Terra, Lana è il suo primo amore giovanile. I due ragazzi soffrono una travagliata relazione che li porta a lasciarsi più volte per svariati motivi legati al segreto, le origini e i poteri di Clark. Nella quarta stagione intraprende invece una relazione con Jason Teague, conosciuto a Parigi, mentre nella sesta arriva a sposare Lex Luthor quando questi la inganna facendole credere di essere incinta. Nell'episodio della sesta stagione La promessa scopre il segreto di Clark e si riavvicinano, finché lei lascia Smallville alla fine della settima stagione. Torna in alcuni episodi dell'ottava stagione per vendicarsi definitivamente di Lex e per dare l'addio definitivo a Clark (episodio Requiem).
- Lex Luthor (stagioni 1-7; guest 10), interpretato da Michael Rosenbaum, doppiato da Emiliano Coltorti.
Figlio del multimiliardario Lionel Luthor, Lex viene mandato suo malgrado dal padre a dirigere la filiale di Smallville della LuthorCorp. Quando Clark lo salva in seguito a un incidente stradale, Lex si interessa al ragazzo sospettando sulla sua vera natura, malgrado ciò instaura con lui una buona amicizia. L'ossessione per Clark e il suo segreto lo porterà ad avere con lui diversi contrasti che crescono durante la serie e, specialmente dalla quinta stagione in avanti, Lex deve presto affrontare il suo lato oscuro al quale infine cederà diventando la nemesi di Clark. Dopo aver condotto esperimenti segreti sugli umani e sui mutanti, Lex lascia il cast nella settima stagione quando scopre il segreto di Clark (episodio Artico), confessandogli, malgrado tutto, di avergli voluto bene come un fratello, ma il personaggio (visto solo di spalle e al buio) appare ancora nell'ottava stagione fino alla sua uscita definitiva. Alcuni cloni di Lex compaiono nella decima stagione fino all'ultimo episodio, in cui avviene il ritorno ufficiale del personaggio grazie a Darkseid.
- Whitney Fordman (stagione 1, guest stagioni 2 e 4), interpretato da Eric Johnson, doppiato da Corrado Conforti.
- Pete Ross (stagioni 1-3; guest 7), interpretato da Samuel Jones III, doppiato da Alessandro Tiberi.
Migliore amico di Clark al liceo di Smallville insieme a Chloe, è il primo a scoprire il segreto di Clark (seconda stagione episodio L'amico fidato). Sebbene non tradisca mai la fiducia dell'amico, mantenere il segreto col tempo diventerà troppo pesante per lui, perciò decide di lasciare Smallville approfittando del trasferimento della madre, un giudice, in un'altra città. Torna in un episodio della settima stagione (Eroe di gomma) in cui manifesta temporaneamente dei superpoteri simili a quelli di Plastic Man.
- Chloe Sullivan (stagioni 1-10), interpretata da Allison Mack, doppiata da Ilaria Latini.
Giovane giornalista in erba nel liceo di Smallville, è insieme a Pete Ross la migliore amica di Clark. Studia per lavorare al Daily Planet dove viene accettata come internista. Scopre il segreto di Clark nella quarta stagione (episodio Emarginati), mentre nella sesta stagione, quando viene licenziata dal giornale, entra a far parte della Justice League creando la Watchtower. Scoprirà di avere il potere di guarire le persone, e nell'ottava stagione rimane vedova di Jimmy Olsen ucciso da Doomsday. Nella nona stagione ha una relazione con Oliver Queen, all'inizio della decima stagione si allontana dal suo team e da Metropolis per poi tornare a metà stagione a capo di alcuni ex agenti della squadra suicida della Checkmate (Suicide Squad), per salvare il team da un complotto governativo. Nel finale della decima stagione si scopre che ha avuto un figlio da Oliver Queen.
- Martha Kent (stagioni 1-6; guest 9-10), interpretata da Annette O'Toole, doppiata da Alessandra Korompay.
Moglie di Jonathan Kent e madre adottiva di Clark coi suoi saggi consigli lo aiuta nei rapporti umani e sentimentali. Affettuosa ed altruista per un certo periodo lavora come segretaria personale di Lionel Luthor (in verità per "tenerlo d'occhio"), mentre nella quinta stagione viene eletta senatrice del Kansas in seguito alla morte del marito Jonathan. Dopo la morte del marito instaura un ottimo rapporto con Lionel Luthor, mentre alla fine della sesta stagione lascia Smallville per trasferirsi a Washington e proseguire la sua carriera politica. Quando torna nell'episodio La regina rossa della nona stagione si scopre di aver protetto Clark sotto lo pseudonimo di "Regina Rossa", e di aver instaurato una relazione col giornalista Perry White. Nella decima stagione compare in diversi episodi compreso quello finale.
- Jonathan Kent (stagioni 1-5; ricorrente 10), interpretato da John Schneider, doppiato da Massimo Rossi.
È il marito di Martha e il padre adottivo di Clark. Come la moglie conosce e protegge i poteri del figlio e lo aiuta e consiglia su come gestirli e tenerli nascosti. Muore nel centesimo episodio della serie poco dopo essere stato eletto senatore del Kansas (quinta stagione, episodio La rivelazione). Riappare a Clark nel primo episodio della decima stagione per avvertirlo di una incombente minaccia, e nell'ultimo episodio.
- Lionel Luthor (stagioni 2-7; ricorrente 1, 10), interpretato da John Glover, doppiato da Enrico Di Troia.
Padre di Lex e fondatore della LuthorCorp, Lionel è un multimilionario senza scrupoli, manipolatore e opportunista. La sua scarsa abilità nei rapporti umani è dettata non solo dalla sua stessa natura, ma da una tragedia familiare che l'ha segnato profondamente: suo figlio minore Julian venne ucciso dalla madre ancora nella culla. Credendo che il colpevole fosse invece Lex (che mentì per proteggere la donna) Lionel non riuscì mai a perdonarlo né a instaurare con lui una relazione affettiva. Nella quarta stagione scopre il segreto di Clark e diventa buono (episodio Da un corpo all'altro), ma solo nella quinta stagione gli rivela di sapere dei suoi poteri (episodio Il persecutore). Da qui collaborerà con lui instaurando un rapporto di fiducia, cercherà di fermare Lex e i suoi segreti esperimenti e scoprirà inoltre di essere un emissario di Jor-El. Nella settima stagione (episodio Il medaglione del potere) viene ucciso da Lex scaraventato da una finestra del grattacielo della LuthorCorp. Nell'ottava stagione Tess Mercer dirà che Lionel Luthor si trasferì a Smallville non per affari ma per incontrare un giorno il viaggiatore (Clark Kent). Nella decima stagione, Lionel tornerà da un mondo parallelo attraverso un portale infradimensionale creato da Clark e riprenderà possesso della LuthorCorp, fingendo di essere quello originale e aver inscenato la propria morte. Nel finale, cederà la sua anima a Darkseid per far tornare in vita il figlio Lex Luthor.
- Jason Teague (stagione 4), interpretato da Jensen Ackles, doppiato da Stefano Crescentini.

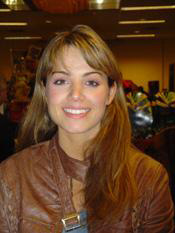
Erica Durance fu scelta come Lois Lane pochi giorni prima delle riprese della quarta stagione, e la sua presenza nella serie fu inizialmente vietata dai Warner Bros. Studios.

- Lois Lane (stagioni 5-10; ricorrente 4), interpretata da Erica Durance, doppiata da Georgia Lepore.
Introdotta nella quarta stagione come cugina di Chloe, Lois inizialmente non ha alcun interesse per il giornalismo ed ha un ruolo marginale nella serie. Tuttavia nella sesta stagione viene assunta dall'Inquisitor (un giornale scandalistico di Metropolis), inoltre ha una sfortunata relazione con Oliver Queen. A partire dall'ottava stagione lavorerà al Daily Planet al fianco di Clark, mentre nella nona stagione i due si mettono insieme malgrado Lois non conosca il suo segreto. Allo stesso tempo frequenta, unicamente via telefono, la Macchia (vigilante delle strade di Metropolis) per poi scoprire alla fine della nona stagione che si tratta di Clark (episodio Il libro di Rao). Nell'episodio Iside della decima stagione Clark confessa a Lois la sua vera natura, per poi chiederle di sposarlo nell'undicesimo episodio. I due giungeranno all'altare nel finale di stagione non concludendo le nozze a causa dell'oscurità, ma si sposeranno anni dopo.
- Jimmy Olsen (stagioni 7-8; ricorrente 6; guest 10), interpretato da Aaron Ashmore, doppiato da Davide Perino.
È un giovane fotografo del Daily Planet. Diventa amico di Clark e si fidanza con Chloe a cui chiede di sposarlo. Nell'ultima puntata dell'ottava stagione (Doomsday), Jimmy scopre il segreto di Clark, ma poi verrà ucciso da Davis Bloome, l'alter ego di Doomsday, in quanto accecato dalla gelosia e ossessionato dal suo amore per Chloe che lui credeva ricambiato.
- Kara (stagione 7; guest 8 e 10), interpretata da Laura Vandervoort, doppiata da Perla Liberatori.
È la cugina kryptoniana di Clark, figlia di Zor-El, che è il fratello di Jor-El. Inviata sulla Terra insieme a Clark, è rimasta per 18 anni addormentata nella sua navicella incastrata nella diga. Riemergerà solamente all'inizio della settima stagione con la rottura della diga. Ha esattamente tutte le abilità di Clark con in più l'aver già acquisito la capacità di volare, ma ha un minor controllo su di esse. Dopo un periodo di amnesia, dove ha vissuto a Detroit con il nome di Linda Danvers, riacquista i suoi poteri, e nell'ultimo scontro con Brainiac rimane intrappolata nella Zona Fantasma. Deciderà di non fuggire per non far scappare anche gli zoner. Dopo essere stata liberata da Clark e re-imprigionato la zoner Faora con il cristallo rosso di Martian Manhunter decide di lasciare Smallville per cercare Kandor, la città degli ultimi sopravvissuti di Krypton. Torna nella decima stagione inviata da Jor-El per combattere Darkseid.
- Tess Mercer (stagioni 8-10), interpretata da Cassidy Freeman, doppiata da Stella Musy.
Nell'ottava stagione diviene amministratore delegato della Luthor Corporation nominata nel testamento di Lex Luthor. Scopre il segreto di Clark nell'episodio Turbolenza, anche se inizialmente Clark nega tutto ed è poi costretto a rivelarle il suo segreto (nona stagione, episodio Kandor). Nell'episodio Checkmate scopre anche della doppia identità di Oliver Queen con cui ha avuto una relazione in passato e si scoprirà essere un agente dormiente dell'agenzia Checkmate, da cui però uscirà verso la fine della stagione. Nella decima si avvicina al team di Clark fino a diventare la nuova Watchtower, scoprendo inoltre di essere la figlia di Lionel Luthor. Verrà uccisa nell'ultimo episodio Finale dal redivivo Lex.
- Davis Bloome (stagione 8), interpretato da Sam Witwer, doppiato da Francesco Venditti.
Davis inizialmente lavora come paramedico e soffre di strane e ricorrenti amnesie. Nel corso del tempo apprenderà di essere stato creato su Krypton da Zod e Faora, e che nei momenti di cui non ha memoria si trasforma in una creatura mostruosa chiamata Doomsday compiendo azioni terribili. Scopre anche che i suoi veri obiettivi sono uccidere Clark Kent e distruggere la Terra. Davis non riesce a controllare la bestia che è in lui, e gli unici modi per tenerla a bada sono uccidere (da cosciente Davis uccide solo criminali), oppure stare vicino a Chloe di cui è innamorato. Tenterà di uccidersi, ma scopre di essere indistruttibile poiché ogni volta che muore risorge immune a ciò che l'ha ucciso. La Justice League vuole rinchiudere Davis sotto una centrale geotermica per poi farla esplodere, intrappolandolo nei sotterranei, ma Clark e Chloe non sono d'accordo e lei separa Davis e Doomsday con la kryptonite nera; Doomsday inizia a seminare caos e morte a Metropolis, e dopo un breve combattimento Clark rinchiude la bestia nella centrale per poi far esplodere tutto, intrappolandolo ma non uccidendolo. Intanto Davis ferisce Jimmy per gelosia, e mentre tenta di uccidere Chloe Jimmy uccide Davis, ma poi muore tra le braccia di Chloe.
- Oliver Queen (stagioni 8-10; ricorrente 6; guest 7), interpretato da Justin Hartley, doppiato da Niseem Onorato.
Oliver è un multimiliardario a capo delle industrie Queen, dirette rivali della LuthorCorp. Fa la sua comparsa nella sesta stagione, dove scopre sin da subito il segreto di Clark (episodio Freccia verde) e sul finire della stagione lascia Star City per vivere a Metropolis dove di giorno investiga su Lex Luthor, mentre di notte si trasforma in Freccia Verde, vigilante mascherato abile nel tiro con l'arco. In questa stagione ha una relazione con Lois Lane finché non lascia nuovamente la città. Oliver torna a Metropolis nell'ottava stagione, e nella nona instaura una relazione con Chloe dalla quale nascerà un figlio. Nell'episodio Supergirl della decima stagione Oliver Queen rivela al mondo di essere Freccia Verde.
- Zod (stagione 9; guest 10), interpretato da Callum Blue, doppiato da Nanni Baldini.
Il maggiore Zod, clone più giovane del generale, appare sulla Terra tramite la sfera del Veritas aperta da Tess Mercer e portando con sé un gruppo di fedelissimi soldati kandoriani. Il suo scopo è riacquistare i poteri persi a causa della kryptonite blu della sfera e conquistare il pianeta instaurando una dittatura. Il suo piano fallisce e Clark lo esilia nella Dimensione fantasma usando il Libro di Rao. Ricompare alla fine della decima stagione.

## Produzione

### Concezione
In origine la Tollin/Robbins Productions era intenzionata a produrre una serie televisiva sul giovane Bruce Wayne. La Warner Bros., che aveva deciso di fare un film sulle origini di Batman, non voleva però competere con un prodotto televisivo e l'idea venne abbandonata. Nel 2000 la Tollin/Robbins propose a Peter Roth (presidente del network WB) di produrre una serie sul giovane Superman. In quello stesso anno Alfred Gough e Miles Millar avevano ideato un episodio pilota basato sul film L'eliminatore, e dopo averlo guardato Roth chiese ai due di scrivere un secondo pilota basato invece sulle imprese di Superman da giovane. Dopo essersi incontrati con Roth, Gough e Millar accettarono e in seguito proposero la loro idea sia alla WB che alla Fox. La prima vinse la contesa della serie e commissionò 13 episodi.
Roth, Gough e Millar sapevano che sarebbe stata una serie d'azione, ma preferirono appoggiarsi a un network con un target più giovane in modo da raggiungere la fetta di pubblico che era riuscita a raccogliere Settimo cielo. Pensarono che non essere fan dei fumetti avrebbe permesso loro di approcciarsi alla trama in modo diverso: decisero quindi di creare un giovane Clark Kent che non avrebbe avuto l'abilità di volare e che non avrebbe indossato un mantello, e di concentrarsi sul suo sviluppo e sulle ragioni che lo avrebbero fatto diventare Superman. La pioggia di meteoriti che avrebbe portato Clark sulla Terra sarebbe stata inoltre il fondamento della serie: l'evento gli avrebbe permesso di vivere sulla Terra, ma ironicamente sarebbe stato anche fonte di dolore per le persone che ama e avrebbe causato i poteri dei suoi nemici.
Uno dei problemi presentatosi ai creatori era come fare in modo che Lex Luthor frequentasse degli adolescenti. Decisero perciò di instaurare nel personaggio un senso di solitudine che lo spingesse a socializzare con altre persone. La stessa solitudine venne estesa a Clark e Lana. Gough e Millar, volendo avere un personaggio parallelo ai Kent, crearono Lionel Luthor, il padre di Lex. Decisero inoltre che i genitori di Clark sarebbero stati più giovani dei personaggi dei fumetti in modo che fossero più coinvolti nella vita del figlio. Gough e Millar crearono appositamente per la serie il personaggio di Chloe Sullivan che avrebbe avuto il compito di accorgersi delle stranezze che stavano accadendo nella cittadina di Smallville. Al contrario di quanto si pensi non venne creata per essere il "precursore" di Lois Lane".
Smallville è stata descritta dalla Warner Brothers come una reinterpretazione della mitologia di Superman dalle sue origini. Fin dal novembre 2004, a causa della riacquisizione dei diritti di Superboy da parte degli eredi di Jerry Siegel, si è originata una contesa riguardo ad una possibile violazione di copyright riguardante i diritti del nome "Smallville", titolo della serie e nome della cittadina immaginaria creata da Siegel, e la presunta somiglianza tra il Clark Kent di Smallville e il personaggio dei fumetti Superboy.
La settima stagione della serie è stata segnata da numerosi e significativi cambiamenti, essa infatti è stata l'ultima per Kristin Kreuk, Michael Rosenbaum e John Glover. Inoltre il 3 aprile 2008 Gough e Millar, i due produttori esecutivi nonché capo-sceneggiatori della serie, comunicarono che avrebbero lasciato il cast tecnico al termine della settima stagione senza fornire una spiegazione per il loro addio. In seguito la CW promosse come nuovi capo-sceneggiatori Darren Swimmer e Todd Slavkin, che rimasero al timone della serie per la sola ottava stagione; il 9 febbraio 2009 è stato comunicato che a prendere le redini dello show durante la nona stagione sarebbero stati Kelly Souders e Brian Peterson, che già facevano parte del gruppo di produttori dello show. Alla fine della decima stagione la DC Comics annuncia il continuo nella serie sotto forma di fumetto.

### Riprese

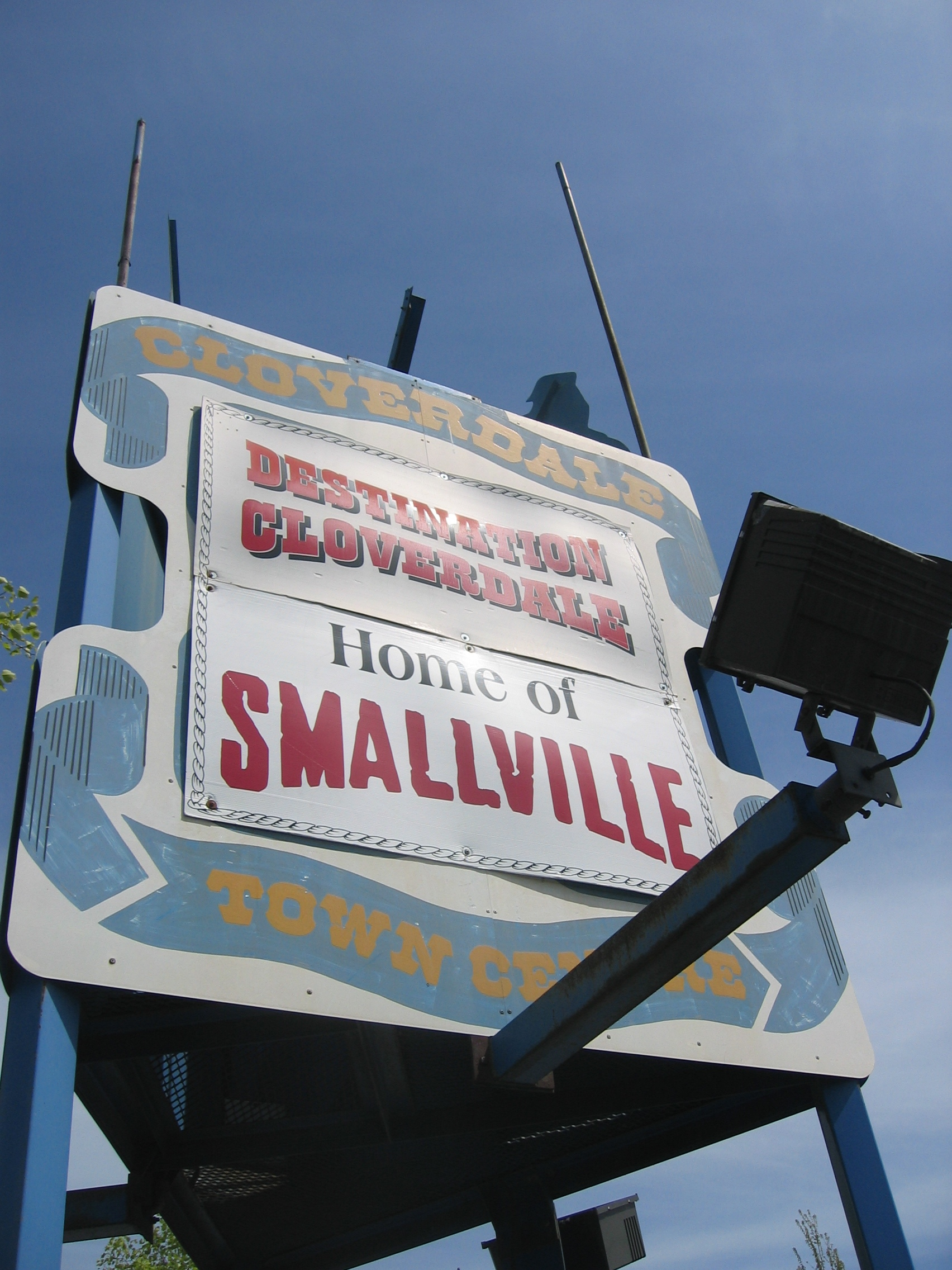
Cartello di benvenuto a Cloverdale

La serie è stata prodotta presso i BB Studios di Burnaby, nella Columbia Britannica. Anche se la produzione era inizialmente prevista in Australia, Vancouver aveva il tipico "paesaggio dell'America centrale". La città era dotata di un'area per la fattoria Kent, mentre per le riprese del quartiere economico di Metropolis, sono state effettuate delle riprese a Los Angeles. La strada principale di Smallville è una combinazione dei due ingressi alle città di Merritt e Cloverdale.
La fattoria Kent è un'azienda agricola dell'Aldergrove (dipinta esternamente di giallo dalla troupe), mentre le riprese di villa Luthor sono state girate a Hatley Castle nel Victoria. Gli interni invece sono stati filmati a Shannon Mews a Vancouver. Il Clova Cinema, a Cloverdale, è stato usato per gli esterni del Talon, caffetteria di Smallville.

## Accoglienza

### Ascolti
Il primo episodio di Smallville è andato in onda il martedì 16 ottobre 2001 in prima serata, e venne seguito da 8.4 milioni di persone e fu l'episodio con più ascolti trasmesso da The WB. Per le successive cinque stagioni, la serie è andata in onda invece che martedì alle 21, mercoledì alle 20 e in seguito giovedì alla medesima ora. Nel 2006, prima dell'inizio della sesta stagione, è stato annunciato che The WB e UPN si sarebbero unificati in The CW, che ha comunicato che continueranno a trasmettere la serie. Durante la settima stagione, la serie è stata trasmessa in Canada un giorno prima che negli Stati Uniti. Il 21 maggio 2009 è stato annunciato che la nona stagione di Smallville è stata spostata a venerdì alle 20:00, considerato lo "slot della morte" per i programmi televisivi. Alla fine della sua decima stagione è stato il programma di fantascienza più visto negli Stati Uniti, battendo il record di Stargate SG-1. I diritti di Syndication sono diventati disponibili nel 2011 e TNT ha iniziato a diffondere episodi il 3 ottobre 2011. Smallville è passato in streaming su Hulu il 1º ottobre 2016.

### Critica
La prima stagione della serie fu criticata per il fatto che la trama si riducesse alla lotta contro i "mutanti della settimana" (freaks of the week) che apparivano in ogni episodio. Jordan Levin, presidente della Divisione Intrattenimento della The WB, annunciò che la seconda stagione avrebbe avuto «piccoli mini-archi che durano tre o quattro episodi». La prima stagione di Smallville si piazzò al sesto posto nella lista compilata dal Parents Television Council delle "migliori serie per famiglie".
In Italia la serie venne inizialmente seguita da 4 - 5 milioni di telespettatori superando gli ascolti di X-Files e rientrando così fra le 10 serie più viste in Italia, tuttavia, con il passare degli anni, i telespettatori diminuirono inducendo l'emittente Italia 1 a proporla in un periodo dell'anno meno propizio per gli ascolti (dicembre/gennaio) e ad aumentare gli episodi settimanali da 2 a 3 per smaltire più velocemente la serie. Nel gennaio 2008, Mediaset comunicò il successo della serie seguita da più di 2 milioni di telespettatori, ma nonostante questa dichiarazione modificò il palinsesto spostandone la messa in onda in seconda serata per i bassi ascolti.
Smallville ha raggiunto un punteggio pari a 7.6/10 sul sito IMDb.

## Riconoscimenti
Smallville ha ricevuto più di un centinaio di candidature vincendo tre Emmy Award, due Saturn Award, e altri 24 premi. Di seguito sono riportati i più rilevanti:
- 2002 - Emmy Award
  - Miglior montaggio sonoro per una serie
- 2002 - Saturn Award[24]
  - Migliore attore non protagonista in una serie televisiva (Michael Rosenbaum)
- 2002 - Teen Choice Awards
  - Miglior attore emergente (Tom Welling)
- 2004 - Visual Effects Society Award
  - Outstanding Compositing in a Televised Program, Music Video or Commercial
  - Outstanding Matte Painting in a Televised Program, Music Video or Commercial
- 2005 - Saturn Award
  - Best DVD Television Programming (per la seconda e terza stagione)
- 2006 - Emmy Award
  - Miglior montaggio sonoro per una serie
- 2008 - Emmy Award
  - Miglior montaggio sonoro per una serie
- 2009 - Teen Choice Awards
  - Miglior attore in una serie d'azione (Tom Welling)

## Doppiaggio italiano
L'edizione italiana è curata prima da Natasha Gerodetti (st. 1-2), poi da Ludovica Bonanome (st. 3-10) per Mediaset. Il doppiaggio è stato eseguito da Mar International nella prima stagione, per le successive dalla SEDIF.

## Altri media
Smallville ha generato altri media e spin-off, dai romanzi per giovani e i fumetti a mini-episodi basati su Internet con protagonisti alcuni personaggi della serie. Ha influenzato la serie televisiva britannica Merlin.

### Spin-off
Nel 2006 Gough e Millar misero in cantiere uno spin-off incentrato su Arthur "A.C." Curry/Aquaman, la cui parte era stata affidata a Justin Hartley, Oliver Queen/Freccia Verde in Smallville. Il progetto venne però accantonato dopo la produzione dell'episodio pilota perché non convinse i dirigenti del network. Esiste una serie animata su Freccia Verde: The Oliver Queen Chronicles. Ambientata anni prima dell'arrivo del miliardario Oliver Queen a Metropolis, che parla del suo naufragio in mare sull'isola di Lian Yu e sul suo destino che lo trasformò in Freccia Verde, l'eroe incappucciato di Star City.

### Romanzi
Due serie di romanzi sono stati pubblicati a partire dalla seconda stagione di Smallville. Dall'ottobre 2002 al marzo 2004 è stata pubblicata da Aspect Publishing una serie di otto romanzi per giovani adulti e una seconda serie di dieci romanzi, pubblicati da Little, Brown and Company, dall'ottobre 2002 all'aprile 2004. È stata pubblicata anche serie a fumetti bimestrale, spesso legata alla serie.

### Fumetti
Dopo la fine della decima stagione della serie televisiva Smallville, DC Comics annuncia la pubblicazione periodica dell'omonimo fumetto, le cui vicende continuano proprio dalla fine dell'ultima stagione. Il primo numero digitale della serie a fumetti Smallville Season 11 è stato pubblicato il 13 aprile 2012, mentre il primo numero in versione cartacea è stato pubblicato il 2 maggio 2012. Nel fumetto (scritto da Bryan Q. Miller, direttore della sceneggiatura di Smallville), sei mesi dopo l'attacco di Darkseid, Clark non combatte più il crimine come "La macchia" ma come "Superman". Anche se Clark è generalmente accettato dalle persone, alcuni diffidano di lui (incluso Lex Luthor, nonostante la perdita della memoria dopo il suo incontro con Tess Mercer).